# Landing Vehicle Tracked
Гусеничная десантная машина (англ. Landing Vehicle Tracked, LVT), также широко известная как «Амтрэк» (англ. AMTRACK — от AMphibious TRACKtor — «плавающий трактор») — семейство амфибийных гусеничных бронированных и небронированных транспортёров и машин огневой поддержки, созданное в США во второй половине 1930-х годов и в период Второй мировой войны. Многоцелевой транспортёр, положивший начало семейству, был создан в 1935—1937 годах инженером Д. Роблингом. В 1938—1941 годах Роблингом был разработан вариант военного транспортёра по заказу ВМС США и в ходе серийного производства в 1941—1945 годах было выпущено 15 498 небронированных транспортёров этой серии, в нескольких вариантах. Помимо этого, в 1943—1945 годах было выпущено 450 бронированных транспортёров и 509 плавающих танков и 2159 машин огневой поддержки (САУ).
Машины семейства LVT с 1942 года широко применялись как Корпусом морской пехоты, так и Армией США в боях Второй мировой войны, прежде всего на Тихоокеанском театре военных действий. Помимо этого, хотя и в значительно меньших масштабах, LVT использовались в ходе Итальянской кампании, а также в Западной Европе, но не в ходе высадки в Нормандии, а лишь при преодолении внутренних водных преград. LVT использовались также в Корейской войне, но к середине 1950-х были сняты с вооружения США и заменены десантными бронетранспортёрами нового поколения LVT-5. Машины семейства LVT также в значительных количествах поставлялись на экспорт в союзные США страны, в некоторых из которых они продолжали использоваться вплоть до 1970-х годов.

## Бронированные и небронированные транспортёры
В зависимости от конфигурации и своего функционального предназначения LVT морской пехоты подразделяются на следующие разновидности:.
- LVTP (personnel) — десантный, для перевозки личного состава;
- LVTC (command and control) — командно-штабной;
- LVTA/LVTAG (assault / assault gun) — штурмовой;
- LVTE (engineer) — инженерный (с минным тралом);
- LVTR (recovery) — ремонтно-эвакуационный.

### LVT-4
LVT-4 (заводской индекс изготовителя G-209) — всего 8348 единиц LVT-4 было произведено.

### LVT-6
LVT-6 — опытный прототип плавающего бронетранспортёра, создававшийся в рамках программы разработки массовой модели амфибийной бронетехники в соответствии с военной доктриной, предполагавшей крупномасштабный вооружённый конфликт (мировую войну) с задействованием различных компонентов Вооружённых сил США сразу на нескольких театрах военных действий. Программа разработки LVT-6 была закрыта по приказу Коменданта КМП США генерала Рэндольфа Пейта от 10 октября 1956 г. (аккурат накануне Суэцкого кризиса).

### LCA
LCA (аббр. от Landing Craft, Assault — «штурмовое десантно-высадочное средство») —  опытный прототип плавающего бронетранспортёра на гусеничном ходу, разработка которого велась во второй половине 1950-х годов. Опытно-конструкторские работы были завершены к лету 1959 года. Внешним видом был подобен другим машинам серии LVT, но по своим мореходным качествам вдвое превосходил существующие серийные модели LVT. На вооружение не принимался.
Тактико-технические характеристики LCA
- Скорость движения на воде: 28 км/ч (15 узлов).
- Скорость движения по суше: 46 км/ч (25 узлов).

### LVT-8
LVT(X) (experimental — «экспериментальный») или LVT-8 — опытный прототип плавающего бронетранспортёра нового поколения, разрабатывавшийся в начале 1980-х годов. Основными требованиями к разрабатываемой машине было: а) обеспечение возможностей проведения морской десантной операции с приводнением средств десантирования на удалении от берега, б) высокие боевые возможности машины для применения в случаях десантирования с боем на укреплённую противником береговую линию. Разработка машины и её войсковые испытания должны были быть окончены к 1994 году с готовностью к постановке на вооружение (англ. Initial operational capability) к указанному сроку. Планировался запуск LVT-8 в серийное производство с заменой парка устаревших образцов плавающей бронетехники КМП США (включая LVT-7) до конца 1990-х годов. Альтернативой разработке и постановке в строй нового образца плавающей бронетехники взамен существующих, была программа продления срока эксплуатации имеющегося вооружения и военной техники (Service Life Extension Program, сокр. SLEP). В связи с непредвиденными сложностями в принятии перспективного образца на вооружение, поначалу был выбран компромиссный вариант: рассредоточить федеральные бюджетные средства в направлении доукомплектования войск последней моделью LVTP-7A1 и её модернизации при одновременном продолжении войсковых испытаний LVT-8. Исходно предполагалось выпустить первые серийные модели LVT-8 уже в 1982—1983 годах, однако в связи с проволочками бюрократического характера, в соответствующей статье Федерального бюджета США было предусмотрено выделить $68,7 млн на закупку 73-х LVTP-7A1. По состоянию на 1984 год производственный план предусматривал изготовление 1698 бронетранспортёров LVT-8 для регулярных войск и частей резерва. В дальнейшем, однако, было принято решение вообще отказаться от программы замены LVT-7 в войсках и проект LVT-8 был свёрнут. В целом, как отмечает американский военно-морской историк Н. Полмар, LVT-8 обладал лишь незначительными преимуществами перед LVT-7 в части обеспечения лучшей подвижности и более высоких ходовых качеств при меньшей полезной нагрузке, то есть уступал последнему в количестве перевозимых на борту десантников.
Тактико-технические характеристики LVT-8
- Вооружение: 25-мм автоматическая пушка во вращающейся башне;
- Скорость движения на воде: 14 — 19 км/ч (9 — 12 миль/ч).

### LVA
LVA (аббр. от Landing Vehicle Assault — «штурмовая десантная машина») — опытный прототип плавающего бронетранспортёра нового поколения, разрабатывавшийся во второй половине 1970-х годов проект LVA был альтернативой LVT-8, но стартовал раньше последнего. Контракт на разработку был выдан корпорациям Bell Aerospace Corporation, FMC Corporation и PACCAR Corporation. Все опытные модели имели комбинированную ходовую часть. Прототип корпорации «Белл» имел ходовую часть, сочетавшую воздушную подушку с зафиксированным гусеничным движителем, в то время, как опытные прототипы «Эф-эм-си» и «Паккар» для движения по воде по принципу глиссирования использовали подводные крылья, но были оснащены выдвижным гусеничным шасси, убиравшимся в процессе приводнения машины и выдвигавшимся при выезде на берег. Планировался запуск LVA в серийное производство с заменой парка устаревших образцов плавающей бронетехники КМП США (включая LVTP-7) до середины 1980-х гг. После начала разработки LVT-8, программы перевооружения, финансируемые Корпусом морской пехоты США продолжались одновременно по трём направлениям: 1) глубокой модернизации LVT-7; 2) дальнейших испытаний LVA; 3) разработки LVT-8. Программа LVA была закрыта в январе 1979 года. Основным соображением, которым руководствовалось командование КМП США при принятии решения закрыть программу работ, было несоответствие LVA предъявленным требованиям. LVA был признан:
1. Слишком большим по своим габаритно-техническим характеристикам, что, во-первых, создавало дополнительные сложности в транспортировке техники морем и по суше, например, железнодорожным транспортом в случае необходимости их перевозки с заводов-изготовителей и баз хранения к морским портам для погрузки на корабли и суда Военно-морских сил США, во-вторых, благодаря своим размерам, машина представляла собой более габаритную мишень для средств поражения противника;
2. Слишком сложным в эксплуатации и обслуживании, что, в свою очередь, требовало переучивания всего технического персонала и разработки новых программ подготовки морских пехотинцев;
3. Слишком дорогим для переоснащения им войск в необходимых количествах.

Тактико-технические характеристики LVA
- Десант на борту: 18 морских пехотинцев при полном снаряжении;
- Скорость движения на воде: 40 — 64 км/ч (25 — 40 миль/ч).

## Плавающие танки
Отличались от бронетранспортёров наличием вращающейся танковой башни с более мощным основным вооружением — танковой пушкой.

### LVT(A)(1)
Landing Vehicle, Tracked (Armored) Mark I, LVT(A)(1) — плавающий танк, созданный в 1942 году корпорацией FMC на основе LVT(2), по заказу Корпуса морской пехоты. LVT(A)(1) имел частично закрытое боевое отделение и оснащался двухместной башней с 37-мм пушкой, позади которой в боевом отделении размещались две открытые турельные установки с 7,62-мм пулемётами. Конструкция башни была в целом аналогична башне лёгкого танка M3, но отличалась более тонким бронированием и отсутствием кормовой ниши под радиостанцию, которая в LVT размещалась в корпусе. Экипаж LVT(A)(1) состоял из шести человек: командира-наводчика и заряжающего в башне, двух пулемётчиков, механика-водителя и помощника водителя, выполнявшего также функции радиста.
Серийное производство LVT(A)(1) было начато заводом FMC в Риверсайде в декабре 1943 года, а первые серийные танки сошли с конвейера в начале 1944 года. Выпуск LVT(A)(1) продолжался до конца 1944 года, всего было выпущено 510 машин этого типа. 328 из них получила Армия США, морская пехота получила остальные 182 танка. LVT(A)(1) активно использовались США на Тихоокеанском театре военных действий, но из-за лёгкого бронирования и недостаточной огневой мощи их эффективность оказалась меньше ожидаемой и они начали заменяться на машины с 75-мм гаубицами, хотя некоторое количество LVT(A)(1) продолжало использоваться вплоть до битвы за Окинаву.

### LVT(A)(4) и LVT(A)(5)
LVT(A)(4)
Тактико-технические характеристики LVT(A)(4) и LVT(A)(5):
Общие сведения
- Основное вооружение: 75-мм гаубица-пушка (исходно 12,7-мм крупнокалиберный пулемёт M2HB или 7,62-мм спаренный пулемёт).
- Десант на борту:

Массо-габаритные характеристики
- Боевая масса: 18,144 кг (40000 фунтов);
- Длина (вместе с пушкой): 7975,6 мм (314");
- Ширина: 3251,2 мм (128");
- Высота (с зенитным пулемётом): 3111,5 мм (122,5");
- Длина гусеницы: 2895,6 мм (114");
- Объём внутренних топливных баков: 530 л (140 галлонов);

Ходовые и мореходные качества
- Запас хода: 241 км (150 миль);
- Коробка передач: пятиступенчатая;
- Максимальная скорость движения на воде: 11 км/ч (7 миль/ч);
- Максимальная скорость движения по суше: 24 км/ч (15 миль/ч);
- Радиус разворота: 9,144 м (30 футов).

Моторно-трансмиссионная группа
- Марка и модель двигателя: Continental W670-9A;
- Тип двигателя: карбюраторный авиационный, воздушного охлаждения;
- Конфигурация: звездообразный;
- Объём двигателя: 10,95 л (668 куб. дюймов);
- Мощность двигателя: 250 л.с. при 2400 об./мин;
- Крутящий момент: 65,3 н·м (578 фунтов на кв. дюйм) при 1600 об./мин;

### LVT
LVT (Landing Vehicle Tank — «десантная машина-танк») — опытный плавающий танк морской пехоты, созданный в конце 1960-х годов. Контракты на разработку, создание и испытания опытных прототипов машины были заключены с двумя танкостроительными корпорациями — Chrysler Corporation в Детройте, штат Мичиган, и FMC Corporation в Сан-Хосе, Калифорния (у обеих имелся большой опыт в проектировании и производстве плавающей бронетехники, при этом первая была сильнее в плане производства танков и тяжёлой сухопутной бронетехники, вторая в плане лёгкой плавающей бронетехники). Опытные прототипы прошли испытания ходовых и мореходных качеств в опытовых бассейнах и на танкодромах. По итогам предварительных испытаний в конце 1969 года, предпочтение было отдано образцу FMC с заключением контракта на поставку ещё пятнадцати предсерийных образцов машины для полноценных флотских испытаний с боевыми стрельбами и т. п. К переговорам о выборе стороной-заказчиком альтернативного поставщика помимо корпорации-изготовителя (с целью снижения закупочной стоимости машин) в январе 1970 года подключилось ещё девять американских компаний-производителей бронетехники, однако, ввиду деэскалации боевых действий во Вьетнаме, дальнейшего заказа не последовало, в итоге танк так и не пошёл в серийное производство как и множество другого перспективного вооружения и военной техники того периода (последнее упоминание о нём в официальной правительственной документации относится к 26 января 1970 года).